# Dębice (województwo kujawsko-pomorskie)
Dębice – wieś w Polsce, położona w województwie kujawsko-pomorskim, w powiecie włocławskim, w gminie Włocławek.

## Podział administracyjny
W latach 1975–1998 miejscowość administracyjnie należała do województwa włocławskiego.

## Historia
Po raz pierwszy nazwa miejscowości pojawia się w lustracjach poradlnego województwa brzeskokujawskiego z 1489 r. Dębice wchodziły w skład majątku należącego do rodu Godziemba-Dąmbskich. Pozostawały w ich rękach do 1736 r., kiedy to jedyna spadkobierczyni Antonina, wniosła je w posagu wychodząc za mąż za Stefana Radoszewskiego herbu Oksza. Był on właścicielem sąsiednich dóbr Kruszynek i od 1765 r. dóbr królewskich Kruszyn. 
Jedyna córka Ludwika w 1780 r. wyszła za mąż za Michała Sokołowskiego, starostę kowalskiego. Dobra rodzinne Radoszewskich przeszły w ręce Sokołowskich. W 1793 r. majątek został powiększony o dobra Smólsk z przyległościami. W 1797 r. Sokołowski dołączył do już posiadanego majątku kolejne dobra odkupując od Christiana von Luttichau Kruszyn z przyległościami. 
Po śmierci Michała Sokołowskiego w 1809 r. dokonano podziału dóbr pomiędzy wdowę i dzieci. Dębicami i Poddębicami zarządzała Ludwika Sokołowska. W 1820 r. współwłaścicielem został syn, Józef Sokołowski. Po jego śmierci w 1834 r. majątkiem administrowała Ludwika z Mdzewskich Sokołowska, wdowa po Józefie. W 1859 r. dobra ziemskie Dębice przejęła jej córka Karolina Mierzwińska. Zarządzała nimi jednak nadal do śmierci w 1882 r. Ludwika Sokołowska. 
W 1886 r. majątek nabył Hugo Haack, właściciel fabryki narzędzi rolniczych we Włocławku. W tym czasie majątek został powiększony o dobra Kruszyn odkupione od spadkobierców Sokołowskich. Przebudowano też dwór. Od 1900 r., po śmierci Hugona Haacka, dobrami zarządzali syn Artur Haack i córka Marta Elwira hr Skórzewska. W 1902 r. w wyniku działów rodzinnych jedynym właścicielem zostaje Artur Haack. Wraz z żoną Ireną z Bojańczyków (ze znanej włocławskiej rodziny przemysłowców) prowadzili majątek wzorowo i nowocześnie. W 1919 r. po śmierci Artura Haacka dobrami w imieniu swych dzieci zarządzała Irena Haack. W 1927 r. właścicielem Dębic został syn, Włodzimierz Haack. Był nim do wybuchu wojny 1939 r. We wrześniu tego roku, niemieckie władze okupacyjne przejęły majątek, który już nigdy nie powrócił do rodziny Haacków.
W 1945 dobra ziemskie o powierzchni około 1200 ha zostały przejęte na Skarb Państwa.

## Zabytki
- zespół dworski z XVIII, XX w. (nr rej.: A/1497/1-3 z 30.12.1987):
  - dwór z oranżerią, murowano-drewniany
  - park z XVIII w.
  - spichrz z pocz. XX w.[3]